# Archidendropsis glandulosa
Archidendropsis glandulosa là một loài rau đậu thuộc họ Fabaceae.
Loài này chỉ có ở New Caledonia.
Chúng hiện đang bị đe dọa vì mất môi trường sống.